# السودة (عمران)
عزلة بني موهب بني موهب

تعديل مصدري - تعديل

السودة هي مدينة ومركز مديرية السودة بمحافظة عمران عزله بني موهب اليمنية، بلغ تعداد سكانها 1672 نسمة حسب الإحصاء الذي أجري عام 2004.